# Карл Теодор Баварски (1839 – 1909)
Карл Теодор Баварски (на немски: Carl Theodor in Bayern; * 9 август 1839, Посенхофен; † 30 ноември 1909, Кройт) от рода Вителсбахи, е херцог на Бавария и известен немски очен лекар. Той е тъст на белгийския крал Алберт I и на баварския кронпринц Рупрехт.

## Биография
Той е син на херцог Максимилиан Йозеф (1808 – 1888) и на баварската кралска дъщеря Лудовика (1808 – 1892), дъщеря на крал Максимилиан I Йозеф. Сестра му Елизабет е омъжена за австрийския император Франц Йозеф I, друга негова сестра Мария за крал Франческо II на Двете Сицилии, най-малката София за френския херцог Фердинанд Орлеански-Аленсонски.
На 14 години той влиза в баварската армия и става генерал на кавалерията. Участва във Френско-германската война (1870 – 1871). След това следва в Лудвиг Максимилиан университет в Мюнхен, първо философия, право, национална икономика и накрая медицина. Завършва през 1880 г. и става д-р по медицина.
Умира на 70-годишна възраст. Погребан е във фамилната гробница в дворец Тегернзе.
- Карл Теодор със сестра му Елизабет и кучето „Брумерл“ в Посенхофен
- Очната болница Херцог Карл Теодор в Мюнхен

## Фамилия
Първи брак: през 1865 г. с първата си братовчедка София Мария Саксонска (1845 – 1867), дъщеря на крал Йохан Саксонски. Двамата имат една дъщеря:
- Амалия Мария (1865 – 1912), ∞ 1892 херцог Вилхелм Карл фон Урах

Втори брак: през 1874 г. с инфантата Мария-Жозе де Браганса (1857 – 1943), дъщеря на португалския крал Мигел I. Двамата имат пет деца:
- София Аделхайд (1875 – 1957) ∞ 1898 граф Ханс Файт цу Тоеринг-Йетенбах
- Елизабет Габриела (1876 – 1965) ∞ 1900 крал Алберт I от Белгия
- Мария Габриела (1878 – 1912) ∞ 1900 кронпринц Рупрехт Баварски
- Лудвиг Вилхелм (1884 – 1968) ∞ 1917 принцеса Елеонора цу Сайн-Витгенщайн-Берлебург
- Франц Йозеф (1888 – 1912)